# Maintower
La Maintower (en català: Torre del Main) és un gratacel localitzat a la zona central de la ciutat de Frankfurt del Main (Alemanya). Aquest edifici fa 200 metres d'alçària i és la seu del HeLaBa (el banc de l'estat de Hessen).

## Enllaços externs

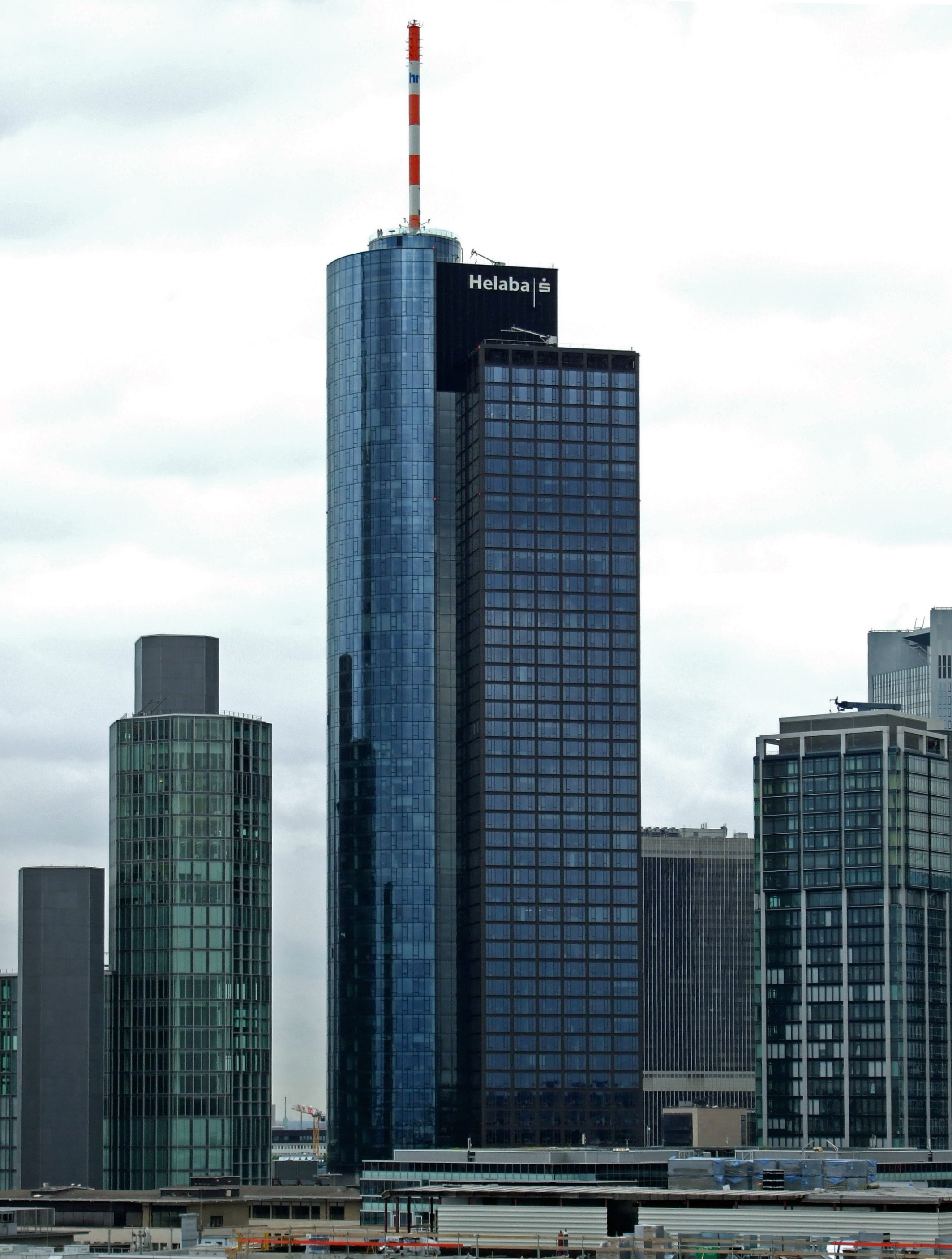
La Maintower a Frankfurt del Main